# Paint Box
«Paint Box» es una canción de la banda de rock psicodélico Pink Floyd, escrita y cantada por el teclista Richard Wright. Fue lanzada por primera vez en 1967 como lado B del sencillo "Apples and Oranges".
Destacan en esta canción los largos rellenos de la batería de Nick Mason y el sentimiento antisocial de la letra (“Last night I had too much to drink / Sittin in a club with so many fools” – “Anoche, bebí demasiado / Sentado en un club, rodeado de estúpidos”). La canción está principalmente en Do Mayor (iii,V,I,IV,vi); comienza en Mi menor con la novena añadida. Ese tipo de comienzo es algo que se hizo común en otros temas de la banda ("Breathe", "Dogs", "Hey You", "Vera",  "Your Possible Pasts"; "The Hero's Return"; "The Gunner's Dream"; and "The Fletcher Memorial Home" ...).
“Paint Box” se publicó originalmente en versión Monoaural para el lanzamiento del sencillo. Una mezcla estereofónica fue incluida en el álbum compilatorio Relics como “Paintbox”, nombre que también fue utilizado para la versión mono aparecida en el tercer disco de la edición de The Piper at the Gates of Dawn lanzada con motivo del 40 Aniversario de su publicación original.
En las ediciones en estéreo, el solo de piano se ofrece con panorámica de un altavoz a otro.
En febrero de 1968, se rodó un video promocional de esta canción para la TV de Bélgica. En el mismo, se ve a la banda tocando el tema en un puente de Bruselas. Pese a que Syd Barrett aún era miembro de la banda cuando la canción fue grabada (octubre de 1967), el corto fue rodado luego de su partida y muestra a David Gilmour con la guitarra, en su primera aparición en una filmación de Pink Floyd.

## Personal e instrumentario
- Richard Wright – voz solista, piano, piano preparado
- Syd Barrett – guitarra sajona, guitarra eléctrica, voz de acompañamiento
- Roger Waters – bajo, voz de acompañamiento
- Nick Mason – batería